# Enabling Grids for E-SciencE
EGEE (Enabling Grids for E-SciencE) to projekt udostępniania gridu zbudowanego na potrzeby eksperymentu w CERN dla szerszego grona naukowców.
Analizując dane dotyczące mocy komputerów osobistych i superkomputerów można szybko dojść do wniosku, że po pierwsze moc obliczeniowa komputerów osobistych po kilku (kilkunastu) latach jest zbliżona do mocy superkomputerów, po drugie, że znaczna część mocy w danym momencie jest rozproszona - nie są to pojedyncze olbrzymie jednostki, ale dziesiątki tysięcy małych, kilku, czy kilkunastoprocesorowych stacji. W związku z tym powstał projekt udostępniania mocy obliczeniowej - w praktyce działa to tak, że jest struktura większych stacji odpowiedzialnych za nadzór nad pracą systemu (zarządcy zasobów, elementy pamięci, na których można zapisywać dane itd.), oraz maszyny uczestniczące w projekcie. Zadanie obliczeniowe zdefiniowane w postaci pliku JDL przekazywane jest do całej struktury i gdzieś liczone (w sposób przezroczysty dla użytkownika), a następnie zwracane wyniki.
Autoryzacja użytkowników odbywa się w oparciu o rozbudowaną infrastrukturę (klucz publiczny, urząd certyfikacji).